# Devise (Fluss)
Die Devise ist ein Fluss in Frankreich, der im Département Charente-Maritime in der Region Nouvelle-Aquitaine verläuft. Sie entspringt im Gebiet von Chervettes (Gemeinde La Devise), fließt zunächst in generell westlicher Richtung, wendet sich dann aber nach Südwest und Süd und mündet nach insgesamt rund 36 Kilometern an der Gemeindegrenze von Saint-Laurent-de-la-Prée und Vergeroux als rechter Nebenfluss in den Ästuar der Charente. Etwa die letzten 20 Kilometer des Flusses dienen der Entwässerung des Sumpfgebietes nördlich von Rochefort. Hier ist der Fluss kanalisiert, mit einer Vielzahl von kleineren und größeren Wasserabläufen verbunden und trägt auch den Namen Canal de Charras.

## Ort am Fluss
- Vandré